# 小行星2190
小行星2190（2190 Coubertin）是一颗绕太阳运转的小行星，为主小行星带小行星。该小行星于1976年4月2日发现。
該小行星以現代奧林匹克運動會的發起人皮耶·德·古柏坦命名。

## 轨道参数
小行星2190的轨道半长轴为2.4705514 UA，离心率为0.090。